# Lars Conijn
Lars Conijn (5 mei 1993) is een Nederlands voetballer.
Conijn kwalificeerde zich in juli 2011 met het CP-team tijdens het WK CP-voetbal in Hoogeveen voor de Paralympische Zomerspelen 2012 in Londen.
In het dagelijks leven studeert Conijn Marketing en Communicatie aan de Johan Cruyff University.